# Eberhard Friedrich Walcker
Eberhard Friedrich Walcker (Cannstatt, 3 de julio de 1794-Ludwigsburg, 2 de octubre de 1872) fue un fabricante de órganos alemán, al igual que su nieto Oskar, fue proveedor de Guillermo II de Wurtemberg y de la Santa Sede. En su natal Canstatt fundó una empresa fabricante de órganos llamada Walcker Orgelbau, que sería trasladada a Ludwigsburg en 1820 por él y por su hijo Eberhard Friedrich Walcker. A la misma, Oskar Walcker, hijo de E. F. Walcker hijo, le agregó sedes en otras ciudades alemanas, como Fráncfort del Óder, Murrhardt-Hausen y Steinsfurt. Actualmente (2008), Werner Walcker-Mayer, nieto de Oskar, es el director de la empresa, la cual ha sido manejada por seis generaciones de la familia Walcker.